# Sebastià Salellas i Magret
Sebastià Salellas i Magret   (Viladamat, 18 d'agost de 1948 - Barcelona, 28 de maig de 2008) popularment conegut com a "Tià" Salellas, fou un advocat i polític català.
Fou un gran humanista i es va dedicar a defensar els col·lectius socialment més marginats, alternatius o combatius, com immigrants, insubmisos o okupes. També fou un cristià defensor de les tesis de la teologia de l'alliberament.
Ideològicament, s'identificava tant amb el pensament anarquista com amb el socialista. Va formar part del sindicalisme llibertari, el catalanisme republicà, la socialdemocràcia i organitzacions alineades amb la Quarta Internacional.
Es va fer advocat perquè «davant la desil·lusió de no poder dur a terme la revolució política del nostre país -volíem fer un país independent i socialista- no em va quedar altre remei que creure que s'havia de transformar el país des de dintre, per tant havíem d'intentar canviar les normes, intentar canviar la revolució: de la revolució de les idees passar a la revolució de les normes […] amb la idea ja clara d'utilitzar el dret a favor de les classes populars i, finalment, les marginades». Pel que fa a la seva ideologia, afirmava ser «de pensament àcrata o anarquista i de formació cristiana», explicant que «la barreja d'aquests dos elements feia que em semblés que havíem de canviar l'Estat, estem parlant dels anys 1966 a 1974. En aquell moment nosaltres ni hi crèiem en el dret, era l'antítesi del nostre plantejament. Quan mor Franco veiem que s'ha de canviar la història i torno a enganxar amb la mateixa línia, sempre amb la mateixa finalitat d'utilitzar el dret a favor de les classes menys afavorides».
Físicament, es caracteritzava per la seva llarga barba i per portar sempre un pin del Che Guevara penjat a la solapa.
Se'l recorda per ser un gran defensor dels drets humans i pel seu esperit revolucionari.

## Biografia

### Origen familiar, infància i joventut[1]
Els seus avis materns eren masovers d'un castell de Viladamat i els paterns, uns petits propietaris rurals del poble de Darnius, que van perdre tot el que tenien passada la guerra civil.
El pare va combatre amb el bàndol republicà i va passar a ser internat en camps de concentració acabada la guerra civil. Va patir el llarg silenci de la postguerra i, en casar-se, es va mudar a Viladamat.
Sebastià Salellas pertanyia a una família de llenyataires. També, el seu pare va esdevenir regidor de Cultura de l'ajuntament de Viladamat.
Segons els seus pares, en Sebastià va aprendre a llegir abans dels 3 anys amb La Vanguardia «[…] mentre regava el blat de moro, perquè sabia quant trigava l'aigua a arribar a l'altre costat de rega», puntualitzava el seu fill Benet el 2008. Quan van entrar a l'escola als 5 anys només va necessitar aprendre a escriure.
Juntament amb la seva germana gran, va créixer en un ambient molt cristià. La seva mare era catòlica practicant i a l'escola de Viladamat el feien resar pregàries a la Verge Maria. Nens i nenes estaven separats i els feien cantar el Cara al sol.
Amb 14 anys, gràcies al seu lligam amb l'Església, va fer els primers contactes a Girona; va organitzar campaments, colònies d'estiu i sortides d'escoltisme. La seva gran implicació en activitats juvenils el van conduir a ser un dels impulsors del moviment de la fraternitat cristiana de l'Hospitalitat de Lorda, el qual li permetia evadir-se del règim franquista amb sortides de cap de setmana a França.
Va ser també a partir dels 14 anys que es va posar a treballar cada estiu, degut a la situació econòmicament crítica de la seva família però també perquè volia guanyar independència. Treballava en la sega al camp, d'ajudant de cuiner i, sobretot, de transportista de ramats de xais, feina que li va permetre conèixer bé la muntanya del Ripollès i la Cerdanya.
Els anys 1960 va començar a participar en reunions clandestines, les quals sovint tenien lloc a l'església de la rectoria de L'Escala. A través d'aquest grup va entrar en contacte amb un col·lectiu anarquista de Figueres anomenat Joventut Indirekta Llibertària, en el qual va conèixer en Josep Tero, en Francesc Tubau o en Miquel-Dícac Piñero. El grup, influït per la lluita armada i ideològicament pròxim al MIL, pretenia desestabilitzar el règim franquista mitjançant atacs contra el turisme a la costa Brava. El 1969 el grup es va dissoldre arran de les detencions d'alguns membres, acusats de pretendre col·locar un artefacte explosiu en una discoteca de Platja d'Aro.
L'any 1965 es va mudar a Girona, ciutat on passaria la major part de la seva vida.
El 1970 se'n va anar a Melilla a fer el servei militar. Tornant, a Girona ja es va guanyar el sobrenom de "el pare", degut a la seva actitud protectora i perquè, aleshores, ja s'havia deixat la barba que mai més l'abandonaria.
A propòsit de la seva popular barba, en una entrevista el 1994 comentava que «[…] té un antecedent anarquista, socialista i republicà. Tots l'han utilitzada com un element de rebel·lió enfront de la societat, que sempre s'ha "afaitat". Per tant, jo sempre dic, en conya, que el dia que vingui la República, m'afaitaré». I avançant-se a la previsible següent pregunta, afegia sobre el seu pin «I el Che perquè el seu plantejament era la revolució per l'home nou, i jo continuo volent ser un revolucionari per l'home nou».
El pis número 27 del carrer Muntanya en el qual, entre d'altres, hi vivia Antoni Puigverd, era el centre neuràlgic d'un grup d'agitació política i cultural a Girona. Allà va conèixer i mantenir contacte amb Jaume Curbet, Joan Carbó, Manel Serra, Jordi Nadal, Quimi Masseguer, Anna Birulés, Xavier Corominas, Salomó Marquès, Montse Terrades, Montse Hosta, Lluïsa Carbó, Guillem Terribas, Josep Sala, Josep Tero, Montse Ten o Irene Rigau, entre d'altres.
A mitjans dels anys 1970 es va afiliar a la CNT, la qual va acabar abandonant per unir-se a ERC.
El 1979 es va llicenciar en dret a la Universitat de Barcelona, a la qual hi havia accedit superant les proves per a majors de 25 anys.

### Trajectòria professional

Icona de Che Guevara, amb la qual s'identificava molt Sebastià Salellas

El 1977 va començar a treballar d'advocat al bufet del lletrat Pere Ribas, en el qual hi va restar cinc anys, fins que el 1982 va obrir el seu propi despatx. Es va especialitzar en dret civil, penal, laboral, administratiu i matrimonial.
A la dècada dels 1980 va ser regidor de l'ajuntament de Girona durant els primers anys de Joaquim Nadal com a alcalde però aviat va abandonar el seu càrrec al consistori. El 1989 va ingressar al corrent Esquerra Socialista degut a desavinences amb la línia oficial del PSC, contrària a la creació d'un grup parlamentari propi al Congrés dels Diputats. Fou el primer distanciament amb el PSC, partit que va acabar abandonant.
Era membre dels col·legis d'advocats de Girona, Barcelona i Figueres, va formar part de l'Associació Catalana de Juristes Demòcrates i des del 1979 escrivia regularment tribunes pel diari El Punt de Girona, del qual n'era membre del consell editorial.
El 1981, va esdevenir membre del jurat del premi Just Casero de narrativa curta de Girona, recent creat en homenatge al seu difunt amic.
A partir de finals dels anys 1980, en ple apogeu del moviment insubmís, va assessorar jurídicament a col·lectius antimilitaristes com Mili-kk o el M.O.C (Moviment d'Objecció de Consciència) i va participar activament a les reunions i manifestacions de l'Assemblea Antimilitarista de Girona.
El 1986 es va incorporar com a professor de l'Àrea Específica de Dret a l'Escola d'Adults de Salt. També va ser professor de l'Escola de Pràctica Jurídica del Col·legi d'Advocats de Girona i, a partir del 1991, va esdevenir professor associat de la Universitat de Girona, on va donar classes de Dret Penal a la facultat de dret fins al 2001.
El 1990, per la seva ferma implicació i compromís amb l'ajuda dels immigrants procedents d'Àfrica durant la dècada dels 1980, Salellas va ser nomenat cònsol de Senegàmbia a Girona.
A partir dels anys 1990 es va fer conegut a nivell estatal per haver assumit la defensa dels encausats durant l'onada de repressió i detencions practicades amb motiu dels Jocs Olímpics de Barcelona, coneguda popularment com a operació Garzón. Més tard, ampliaria la seva popularitat amb la participació en el mediàtic cas del segrest de la farmacèutica d'Olot.
Al llarg de la seva intensa carrera com advocat, va defensar als col·lectius més desafavorits i a moviments socials de tota classe, incloent independentistes, okupes, antitaurins o anarquistes, i tenia el costum de desplaçar-se a les presons de l'Estat per cuidar-se personalment dels seus clients empresonats.
Sempre va compaginar la seva activitat professional participant en debats, taules rodones i xerrades organitzades per la societat civil de la província. L'Ateneu Llibertari de Figueres, La Maret de Salt, el Casal Popular de Banyoles o el Centre Social Ocupat la Proa de Girona són només alguns exemples de col·lectius que van comptar amb el seu suport. Així mateix, també va assessorar jurídicament el Grup de Recerca i Atenció a les Minories Ètniques i Culturals, els Joves Llibertaris de Figueres, la Unió de Pagesos, l'Associació de Pares d'Instituts d'Ensenyament Secundari, l'Associació Ciutadana d'Afectats per la Sida de Girona, el col·lectiu Maulets, etc.
També a Cuba, país on li agradava viatjar sovint, va ser ponent convidat als Congressos Internacionals sobre Ciències Penals a l'Havana.
El 1997 va ser cofundador del Taller de Memòria, Lluita i Resistència, una associació amb plantejaments de crítica radical al sistema capitalista nascuda amb l'objectiu de recuperar la memòria històrica i lluitar contra l'imperialisme i el neoliberalisme. En els seus primers anys, el Taller va organitzar un acte en memòria d'Ernesto Che Guevara (1997), un seminari sobre Xile i Salvador Allende als 25 anys després del cop d'estat (1998) i unes jornades de reflexió sobre la Revolta de Maig de 1968 (1998).
Entre els darrers casos en els quals va treballar, destaca la defensa de la presumpta cèl·lula de terrorisme islamista de Banyoles, popularment coneguda com el comando Dixan; els paquistanesos detinguts del Raval de Barcelona, també acusats de formar una cèl·lula islamista; o la querella contra Gil Lossada, fundador de Global Infantil, acusat de maltractes a menors d'edat a Etiòpia.

#### Final universitari amb polèmica
El 3 d'abril de 2001 va compartir taula amb Marcel Dalmau (detingut i torturat sota la llei antiterrorista el 1992) i dos membres més de la Plataforma Contra la Llei Antiterrorista de Barcelona, en una conferència celebrada a la Facultat de Dret que portava per títol «Quin objectiu té la legislació antiterrorista? la suspensió dels drets en la seva aplicació». Es tractava de l'acte de presentació del cicle «Introducció a la cara fosca de l'Estat de Dret», organitzat pel grup estudiantil GAD (Grup Antirepressiu de Dret).
L'acte sobre la llei antiterrorista va aixecar una gran polèmica a la facultat. Es va acabar celebrant malgrat totes les pressions en contra i una concentració de protesta inclosa. El dia anterior, la facultat havia aparegut emplenada de cartells amb el lema «Manos blancas? mano dura! fora ETA i els seus còmplices de la nostra Facultat!».
Pocs mesos més tard, Hernán Hormazábal Malarée, catedràtic del departament de Dret Penal, no va renovar el contracte a Sebastià Salellas, posant així fi a una col·laboració de 10 anys entre el lletrat i la UdG.
El rector de la universitat, Joan Batlle, es va manifestar partidari d'obrir una investigació pel cas, afegint que considerava "greu" que s'hagués pogut rebutjar un professor por motius polítics. Malgrat tot, Salellas ja no retornaria a la UdG.
La polèmica no es va resoldre mai en vida del popular lletrat, tal com ho posaven de manifest les declaracions d'Hernán Hormazábal el 2008, amb motiu del funeral de Salellas:
| « | Han estat moltes les manifestacions públiques de dol que es van manifestar en la gran quantitat d'esqueles que van omplir les planes dels diaris dijous passat. Vaig trobar, però, a faltar la institucional de la Facultat de Dret de la Universitat de Girona. A la meva tristor, s'hi ha afegit la vergonya que van compartir amb mi tots els professors que ens vam trobar a l'església. | » |

De fet, fins i tot anys després de la mort del lletrat la controvèrsia seguia encara oberta. El 2010, per exemple, Xavier Besalú i Costa, professor de pedagogia, persistia amb les crítiques a la UdG i condemnava a la universitat per haver acomiadat «injustament» Salellas, «un gran docent» i que «dos anys després de la seva mort encara no s'hagués fet res per restituir la seva figura».

### Comiat
Va morir la matinada del 28 de maig de 2008 a l'edat de 59 anys a causa d'una infecció parasitària després de portar 15 dies ingressat a l'Hospital Clínic de Barcelona (Barcelonès) per una hepatitis.
La cerimònia de comiat del popular advocat gironí va tenir lloc el 30 de maig a la parròquia de Sant Josep de Girona, la qual no va poder absorbir la multitud de persones que es va presentar per donar un últim adéu a Salellas. Acabada la litúrgia, el fèretre amb les despulles del lletrat va ser conduït al cementiri de Viladamat, el seu poble natal.
Fernando Lacaba, president de l'Audiència Provincial de Girona, va definir a Salellas com:
| « | Un humanista, defensor de les causes perdudes, que sempre estava al costat dels més desvalguts i dels col·lectius amb poc arrelament social […] (Salellas) és una gran pèrdua des del punt de vista del dret penal i des del punt de vista humà. | » |

El filòsof Josep Maria Terricabras va manifestar del lletrat que:
| « | Tià era sobretot una bona persona, un ciutadà compromès amb el seu país, un lluitador per la justícia i en defensa dels drets humans […] (que) avorria la injustícia, denunciava la legislació antiterrorista espanyola […] No podré oblidar mai -perquè ho vaig viure molt directament- el que en Tià va arribar a fer pels amics independentistes empresonats arran de l'anomenada «operació Garzón» l'estiu del 1992, el dels Jocs Olímpics de Barcelona. | » |

Altres manifestacions de dol van ser:
| «                                                   | […] En Tià és un referent perquè sempre ha estat coherent, no ha abandonat mai el marxisme, ni l'anticapitalisme ni la convicció de la necessitat de la revolució. En Tià ni s'ha venut mai ni s'ha cansat de lluitar mai i, quan va adonar-se que el seu món polític girava cap a la dreta, va fer el que és de sentit comú encara que sigui el menys habitual, mirar cap a l'esquerra. En la nostra tradició ens acomiadem dels companys comprometent-nos a seguir lluitant: company Sebastià Salellas, fins al socialisme, sempre! | » |
| — Síliva Rispau, en nom de Lluita Internacionalista | |   |

| «                                                         | Un defensor de les injustícies franquistes, que va posar al nostre servei el seu saber i energia per ajudar-nos a recuperar la dignitat dels nostres familiars i amics amb l'anul·lació dels ignominiosos processos de moltes víctimes innocents. Trobarem a faltar un company de viatge, un model de vida dedicada a obrir finestres on abans hi havia murs. El nostre condol, afecte i suport per a tota la família d'aquest advocat i humanista català. | » |
| — Col·lectiu de represaliats del franquisme de Llagostera | |   |

## Casos destacats
Malgrat que el bufet d'advocats de Sebastià Salellas era multidisciplinari i va tractar tota mena de casos pertanyents a diferents àrees del dret com el dret civil, penal, laboral, administratiu o matrimonial; a nivell estatal el lletrat es va donar a conèixer públicament per la defensa de casos que van comptar amb un fort ressò mediàtic, van ser objecte de polèmica o simplement van generar un considerable debat social. Alguns d'aquest casos són els que es descriuen a continuació.

### Operació Garzón
Sebastià Salellas es va encarregar de la defensa dels joves independentistes detinguts per ordre de Baltasar Garzón poc abans de la celebració dels Jocs Olímpics de Barcelona de 1992.
La ràtzia olímpica es va conèixer com a Operació Garzón i va implicar la detenció de 45 persones, acusades de presumpta pertinença a l'organització armada Terra Lliure, la qual a l'època ja havia anunciat la seva dissolució.
Sebastià Salellas va denunciar al Tribunal d'Estrasburg els múltiples casos de tortura produïts durant les detencions dels joves.
El procés judicial, que es va allargar fins al 2004, va tenir com a resultat la condemna de l'Estat Espanyol per primera vegada en la història del Tribunal Europeu de Drets Humans. El motiu de la condemna va ser l'obstrucció i nul·la intenció d'investigació, pels diversos estaments judicials espanyols, de les denúncies per tortures interposades pels catalans que van ser detinguts, torturats i, alguns d'ells, empresonats.

### Cas de la farmacèutica d'Olot
Salellas va ser defensor del policia local Antonio Guirado, acusat d'estar implicat en el segrest de Maria Àngels Feliu, popularment coneguda com la farmacèutica d'Olot.
El cas va tenir especial ressò mediàtic per la seva complexitat i perquè el segrest es va prolongar fins a 492 dies, el més llarg de l'estat espanyol sense motius terroristes.

### Cas de l'escamot Dixan
El 24 de gener de 2003 l'Audiència Nacional va ordenar una megaoperació policial que es va dur a terme conjuntament entre les unitats GEO i Tedax, la qual va implicar una intervenció de 150 agents en total. L'espectacular operació va acabar amb la detenció d'un total de 24 persones. Vuit dels detinguts van quedar en llibertat poques hores després i els setze restants van ser traslladats a Madrid acusats de presumpta vinculació a Al-Qaida i possessió de substàncies químiques per a la fabricació d'explosius. El magistrat Guillermo Ruiz Polanco va decretar presó incondicionals per als detinguts.
La ràtzia va tenir per nom operació Estany, en referència a l'estany de Banyoles, municipi on vivien gran part dels detinguts i el seu líder.
Salellas va ser el lletrat de la majoria dels empresonats: Mohamed Nebbar (detingut a Sant Jaume de Llierca); Youb Saoudi (detingut a Salt); Mohamed Benhamou i Bard Eddin Ferdji (detinguts a Olot) i Amin El Graoui, Ismail Boudjeltia, Larbi Ben Ahmed i Ali Kouka (detinguts a Banyoles).
Un mes més tard, el fiscal del cas ja demanava la llibertat dels detinguts i es confirmava que el material confiscat no es tractava d'altra cosa que de detergent convencional.
En efecte, catorze dels setze detinguts van ser posats en llibertat menys de dos mesos més tard i, al cap de quatre mesos de l'inici de l'operació també abandonaven la presó els dos darrers empresonats.
El ridícul muntatge policial, que va ser incapaç de trobar material de fabricació d'explosius, va fer que el cas Estany passés a ser popularment conegut com el cas de l'escamot Dixan o del Comando Dixan.
Els mitjans de comunicació van criticar al govern d'Aznar per la inexistent cèl·lula de terrorisme islamista, la qual només va servir per justificar la guerra d'Iraq promoguda per George W. Bush.

### Crema de la bandera espanyola
L'any 2001, durant un concert del grup basc Betagarri celebrat a Torroella de Montgrí, els mossos d'esquadra van idenficar el jove independentista Robert Sabater com a autor de la crema d'una bandera espanyola. Sebastià Salellas, advocat defensor de l'acusat, va argumentant en el judici que els fets no podien ser considerats delicte perquè es va tractar d'un acte de llibertat d'expressió enmig d'una actuació musical independentista.
El judici va tenir lloc el 17 de març de 2004 i la sentència es va fer pública el 31 de març. El jutjat penal número 2 de Girona va considerar l'acte com un delicte contra la Constitució espanyola i va condemnar el jove a pagar una multa de 570 euros, sentència que Sebastià Salellas va recórrer.
Uns anys més tard, es reproduïen a Girona noves cremes de símbols espanyolistes, en aquesta ocasió contra el monarca espanyol.
El 13 de setembre de 2007, el rei Joan Carles I va fer acte de presència a Girona amb motiu de la inauguració del Parc Científic i Tecnològic de la universitat. Centenars d'estudiants es van concentrar a la Plaça del Vi de Girona en una protesta en la qual es van cremar fotos del monarca.
Immediatament, la fiscalia l'Audiència Nacional va obrir diligències contra els responsables de la crema de fotos per un delicte d'injúries contra la corona.
El ressò mediàtic dels fets va generar un efecte multiplicador que va tenir per conseqüència la propagació de cremes de fotos del monarca a diverses localitats de Catalunya. El 29 d'octubre de 2008, el total de 16 encausats per les cremes del monarca van ser absolts a l'Audiència Nacional.
En aquesta ocasió va ser Benet Salellas, incorporat des de feia uns anys al bufet d'advocats del seu pare, qui va prendre el relleu en la defensa dels encausats.

### Altres casos

#### El movimentokupa
El moviment okupa gironí es va revifar a mitjans dels anys 1990 amb l'ocupació de La Maret a Salt. Des d'aleshores, una contínua successió de desallotjaments i ocupacions es va anar reproduint fins al 2001, any en el qual el Casal Popular la Proa va ser també desallotjat.
La defensa dels encausats pel llançament del plat de nata a l'aleshores alcalde de Girona Joaquim Nadal (13 de maig de 2000) o la defensa dels okupes agredits durant el violent desallotjament del Centre Social Okupat Els Químics (30 de març de 2000) són només dos destacats exemples de casos que Sebastià Salellas va assumir.
Però, de fet, va estar oferint assessorament jurídic durant totes les detencions i diversos episodis de repressió produïts en desallotjaments, manifestacions o actes polítics de centres socials ocupats com La Maret (1993-1998), la casa del carrer Dr. Oliva i Prat (ocupada i desallotjada el mateix dia, 1998), La Fleca (30 d'abril de 1998 – 22 de juliol de 1998), Les Casernes (22 de juliol de 1998 – abril de 1999), Els Químics (6 d'abril de 1999 – 30 de març de 2000), Les Tines (7 d'abril de 2000 – 23 d'agost de 2000) o La Proa (finals de desembre de 2000 – 27 de desembre de 2001).
El 29 de juny de 2007 tenia lloc al Jutjat Penal nr. 3 de Girona el darrer judici contra el moviment squatter gironí. Els dos acusats d'haver ocupat el Centre Social La Proa, s'enfrontaven a una demanda del fiscal de 13,000 euros i 18 mesos de presó. Finalment, ambdós encausats van quedar absolts per prescripció del delicte.

#### Plataforma Antifeixista de Girona
Paral·lelament, també a partir de mitjans dels anys 1990, les dues victòries electorals del Partit Popular a les eleccions de l'any 1996 i a les de l'any 2000, respectivament, van deixar el seu rastre a Girona, una circumscripció històricament molt reticent als populars. La ciutat va viure diversos episodis d'aldarulls i disturbis arran de les visites del president Aznar (1999) i els ministres Birulés (2000) i Piqué (2002).
El pas d'Aznar per Girona va acabar amb una batalla campal amb càrrega policial inclosa i la detenció de cinc joves de Girona i Salt.
La polèmica visita de Birulés, invitada a l'acte inaugural del curs acadèmic 2000/2001 de la Universitat de Girona, va acabar amb aldarulls i quatre estudiants imputats pels quals el fiscal va demanar penes d'un any i mig de presó. El judici del cas Birulés no va tenir lloc fins al 2006, quan tot l'enrenou mediàtic i la polèmica a la universitat ja s'havien refredat del tot, i Sebastià Salellas va aconseguir que la sentència fos només simbòlica.
La visita de Josep Piqué el setembre de 2002, que havia de fer una roda de premsa a la seu del partit i una conferència a l'auditori Narcís de Carreras, va finalitzar amb la detenció de tres menors, acusasts d'haver cridat «PP, pim, pam, pum».
Els detinguts arran de les tres visites va comptar sempre amb el suport de Sebastià Salellas, que va col·laborar amb la Plataforma Antifeixista de Girona i va assumir la defensa dels encausats.

## Trajectòria ideològica
Durant els anys 1960 va estar políticament influenciat pel PSUC i va mantenir contactes amb cèl·lules anarquistes catalanes. Per exemple, havia simpatitzat amb el grup Joventut Indirekta Llibertària de Figueres i amb la CNT-AIT.
Més endavant es va incorporar breument a Esquerra Republicana de Catalunya, abans d'acabar al PSC per influència de Just Casero. Entre el 1983 i el 1991 va ser regidor de l'Ajuntament de Girona, sota l'alcaldia de Joaquim Nadal. No obstant, el 1989 va ingressar al moviment crític Esquerra Socialista i el 1993 va acabar abandonant els socialistes.
Cada cop es va anar acostant més a partits d'esquerres amb discurssos més contundents i revolucionaris. A finals dels anys 1990 es va presentar per EUiA, partit pel qual va candidar com a senador per a les Eleccions generals espanyoles de 2000. No obstant, va acabar la seva carrera política com a simpatitzant de Lluita Internacionalista, un partit d'ideologia marxista i trotskista que va comptar amb el seu suport en diverses eleccions, sempre com a independent. La darrera llista en la qual va participar va ser a les eleccions generals espanyoles de 2008, com a candidat pel Senat.

## Homenatges

### Plaça Sebastià Salellas
El 28 de maig de 2009, amb motiu del primer aniversari de la mort de Tià, es va inaugurar a Vila-Roja (Girona) la plaça Sebastià Salellas. L'acte d'inauguració va encapçalar el programa d'actes del primer homenatge al lletrat.
La plaça compta amb un monòlit de ferro amb la inscripció Plaça Sebastià Salellas i Magret, advocat 1948 / 2008.

### Fundació Sebastià Salellas
El 2010, en ocasió del segon Memorial Sebastià Salellas, el fill gran del lletrat va anunciar que tenia la intenció de crear la Fundació Tià Salellas, amb l'objectiu d'«interpel·lar l'ordre establert, donant suport a les iniciatives que qüestionen el model polític, econòmic i social actuals, i qüestionant les estructures de poder granítiques». La Fundació Tià Salellas té per objectius organitzar activitats pròpies, promoure una beca de recerca i impulsar iniciatives judicials en suport als anteriors plantejaments.

### Memorial Sebastià Salellas
Poc després de la seva defunció, un grup format per diversos amics, companys de professió i els dos fills del lletrat, van crear a Girona la comissió Memorial Sebastià Salellas.
El Memorial se celebra un cop a l'any i sol incloure un fil conductor en cada edició. Fins al present, els seus actes han inclòs com a eixos de debat l'educació (2010), la immigració (2011), la retallada de drets i llibertats polítiques (2012), l'activisme social (2013), la pèrdua de drets socials i el drama de la immigració a Melilla (ambdós el 2014).
Han col·laborat amb el memorial diversos amics i companys de professió com l'advocat Joan Sureda i Casamor, el filòsof Josep Maria Terricabras, el llibreter Guillem Terribes (president del col·lectiu de Crítics de Cinema de Girona), el lletrat Carles McCragh (vicedegà del Col·legi d'Advocats), professors com Sebas Parra o Xavier Besalú (ambdós professors de la facultat de Pedagogia de la UdG), la poetessa Rosa Font o l'artista Marcel Dalmau, encarregat de crear el cartell del Memorial.
Els actes d'homenatge a Sebastià Salellas s'han portat a terme a diferens indrets de Girona com al cinema Truffaut, al Centre Social La Màquia o a la Llibreria 22; i ha comptat amb la col·laboració de l'Ajuntament de Girona, el Col·legi d'Advocats de Girona, la Diputació de Girona, el diari El Punt o el Taller de Memòria, Lluita i Resistència.
El 2010, amb motiu del segon homenatge al lletrat, professors de la Universitat de Girona van reclamar que es creés una càtedra amb el nom de Sebastià Salellas o que li posessin el seu nom a una aula magna.
El 2013, en ocasió del 5è Memorial, es va estrenar Guanyarem, un documental centrat en la figura de Sebastià Salellas que pretén servir d'eina de reflexió sobre tota una generació d'activistes d'esquerres catalans. El projecte fou promogut i dirigit per Lluc Salellas amb el suport del realitzador Marc Planes i el director de cinema Lluís Galter. Entre d'altres, apareixen al documental Joaquim Nadal, Irene Rigau, Josep Maria Terricabras, David Fernàndez o Mònica Terribas.
El 6è Memorial, celebrat del 24 al 31 de maig de 2014, va incloure la presentació del llibre La rebel·lió catalana, del periodista Antonio Baños, i una ruta turística alternativa per Girona. Un altre acte destacat fou la xerrada-debat "Propostes per a la transformació social", a càrrec d'Ada Colau, ex-portaveu de la Plataforma Afectados por la Hipoteca (PAH), i David Fernàndez, diputat de la CUP.
Sota el títol de "Ruptura o reforma del 78 a l'actualitat", el 2015 el Memorial Tià Salellas va arribar a la seva 7a edició, celebrada entre el dies 20 i 28 de maig. Enmig d'un nou paradigma polític marcat per l'auge de l'independentisme, la irrupció de Podem i l'ascens de la CUP, el Memorial es va marcar com a objectiu reflexionar sobre l'evolució de la societat espanyola des de l'entrada en vigor de la Constitució de 1978 fins al present.
Una conferència a càrrec de l'escriptor Santiago Alba va inaugurar el memorial. En l'acte, titulat "Revoltes àrabs: reforma, ruptura o contrareforma", el pensador resident a Tunísia va fer una dissertació sobre la influència de la Primavera Àrab al panorama polític d'altres països.
El diputat de la CUP Quim Arrufat i Nines Maestro, dirigent de Red Roja, foren ponents de la taula rodona "Ruptura o reforma, del 78 fins a l'actualitat", celebrada el dimarts 26. Al vespre, al cinema Truffaut es va projectar The Wind That Shakes the Barley, del director Ken Loach. L'acte va comptar amb la presència del llibreter Guillem Terribas i Gabriel Villanueva, català resident a Derry.
El Memorial va cloure a la Llibreria 22 amb la presentació del llibre El franquisme que no marxa, de Lluc Salellas. El llibre és un repàs la vida dels darrers 50 ministres franquistes i altres persones influents de l'època. La majoria dels personatges van acabar en grans empreses de sectors estratègics o van fer carrera política a partits com UCD, Alianza Popular o, posteriorment, al PP. Segons l'autor, «la conclusió del llibre és que les elits no han canviat i molts dels cognoms de l'època franquista es mantenen encara en política, ja sigui a la dreta o a l'esquerra». A més, «cap ni un s'ha penedit del que va fer», concloïa Salellas.